# Luciano Benavídes
Pour les articles homonymes, voir Benavides.
Pas d'image ? Cliquez ici
Luciano Benavídes, né le 15 juin 1995 à Salta, est un pilote moto argentin spécialisé en rallye-raid. Il compte 3 victoires d'étapes sur le Rallye Dakar et finit champion du monde de rallye tout-terrain FIM en 2023.

## Biographie
Il est le jeune frère de Kevin Benavides, également pilote moto de rallye-raid de niveau mondial.

## Palmarès

### Résultats au Rallye Dakar
| Année | Categorie | Marque    | Position        | Victoires d'etapes |
| ----- | --------- | --------- | --------------- | ------------------ |
| 2018  | Moto      | KTM       | Abd. (Étape 10) | -                  |
| 2019  | Moto      | KTM       | 9e              | -                  |
| 2020  | Moto      | KTM       | 6e              | -                  |
| 2021  | Moto      | Husqvarna | Abd. (Étape 9)  | -                  |
| 2022  | Moto      | Husqvarna | 13e             | -                  |
| 2023  | Moto      | Husqvarna | 6e              | 3                  |
| 2024  | Moto      | Husqvarna | 7e              | -                  |
| 2025  | Moto      | KTM       | 4e              | 2                  |

### Résultats enChampionnat du monde de rallye tout-terrainFIM &World Rally-Raid Championship
| Année | Moto | Courses | Victoires | Podiums | Points | Position |
| ----- | ---- | ------- | --------- | ------- | ------ | -------- |
| 2019  | KTM  | 4       | 0         | 1       | 73     | 4e       |
| 2021  | KTM  | 3       | 0         | 0       | 34     | 7e       |
| 2022  | KTM  | 4       | 0         | 2       | 53     | 4e       |
| 2023  | KTM  | 5       | 1         | 4       | 100    | 1er      |

### Victoires et podiums en rallye-raid
| Épreuve                    | Victoires | Podiums               |
| -------------------------- | --------- | --------------------- |
| Desafio Ruta 40            | 1         | x1 (2023)             |
| Rallye du Maroc            | 0         | x3 (2018, 2022, 2023) |
| Abu Dhabi Desert Challenge | 0         | x2 (2019, 2023)       |
| Atacama Rally              | 0         | x1 (2022)             |
| Sonora Rally               | 0         | x1 (2023)             |
| Andalucia Rally (en)       | 0         | x1 (2022)             |

### Autres résultats
- Champion d'Argentine d'Enduro 2015 et 2016
- Médaille d'Or aux Six Jours d'Espagne 2016